# Jardin botanique Man'yō
Un jardin botanique Man'yō (万葉植物園, Man'yō shoku butsuen) est un type japonais de jardin botanique dont le principal objectif est de planter et de présenter les plantes mentionnées dans Man'yōshū, une ancienne anthologie de poèmes japonais de la période Nara. Il est quelque peu similaire à un jardin de Shakespeare dans le monde anglophone.
Le Man'yōshū mentionne environ 150 espèces de plantes 170 selon d'autres sources,.
Parmi les plantes les plus fréquemment mentionnées, on trouve le hagi, présent dans 141 poèmes, le ume, dans 118 poèmes, ainsi que le kōzo et le nubatama (Belamcanda chinensis), chacun apparaissant dans 81 poèmes. D'autres plantes, comme le katakuri et le shikimi, ne sont mentionnées qu'une seule fois.
Dans de nombreux jardins, les noms japonais des plantes sont accompagnés des poèmes du Man'yōshū, permettant aux visiteurs d'observer les plantes tout en évoquant les poètes de l'époque. Ces jardins se trouvent dans tout le Japon et certains, comme celui d'Ōhira, s'étendent sur 23 hectares. La plupart des jardins sont ouverts au public et abritent entre 100 et 150 espèces végétales, visibles tout au long de l'année.
Le jardin botanique Man'yō du sanctuaire Kasuga Taisha est le premier[pas clair] du genre au Japon.

## Liste de jardins botaniques Man'yō
- Jardin botanique d'Akatsuka (en)
- Jardins botaniques de Futagami Manyo (en)
- Jardin botanique Michinoku Mano-Manyo (en)
- Jardin botanique Man'yo (Nara)